# Tommy Walter
Thomas Edward "Tommy" Walter (nacido el 30 de octubre de 1970 Thousand Oaks, California ) es un músico y compositor estadounidense, más conocido por la banda de Rock indie, Abandoned Pools, además de ser el exbajista y uno de los miembros fundadores de Eels. Además, es un galardonado compositor personal de tiempo completo para la empresa con sede en Minneapolis, Minnesota Rumble Music. Como compositor para comerciales y televisión. En 2010, ganó un Premio de Oro de la Federación de Publicidad en música original para televisión, por el comercial de la empresa Target llamado "Art Unfolds" que salió al aire durante la transmisión de los Globos de oro. Tommy ha escrito para numerosos programas de televisión, incluyendo el programa de culto de MTV llamado "Clone High", creado por Phil Lord, Chris Miller y Bill Lawrence. Además de contribuir con la música de la serie, fue animado para un papel hablado en el último episodio de dicha serie, su papel fue el del cantante de la banda que tocaba en el baile de la escuela Clone High.

## Primeros años y The Eels
Tommy Walter creció en Westlake Village. Su padre era un piloto de avión; su madre una azafata. Su padre es de Canadá, tenía casi 47 años cuando él nació. Él creció en un modesto, hogar de clase media. Comenzó a tocar el bajo a una edad temprana, y fue entrenado formalmente en el cuerno francés en la universidad. Asistió a la Universidad de California del Sur , seguida de la Universidad del Pacífico . Comenzó a enseñar música clásica teoría, y trabajó con músicos locales del área de Los Angeles . Se reunió con el cantante y compositor Mark Oliver Everett (conocido como E) y Butch Norton y formó Eels. Antes de su fundación, E ya había publicado dos álbumes por él mismo, bajo su seudónimo de una sola letra, y su nombre fue decidido por lo que su música se coloca junto a las obras en solitario de E. Sus colaboraciones llevaron a perfeccionar las canciones que había escrito previamente E, así como la creación de nuevo material. Lanzaron su álbum debut, Beatiful Freak , en 1996. Sin embargo, después de un año de gira, Walter dejó la banda. En una entrevista, manifestó su descontento con la personalidad de E, y la pérdida de la cantidad de ideas creativas que tanto Butch y él mismo tenían antes del éxito de Beatiful Freak. Al poco tiempo, formó una banda llamada Metromax. Ellos pronto cambiaron su nombre a Tely, y lanzaron un álbum a través de Internet. Sin embargo, la banda no obtuvo mucho éxito, y pronto se convirtió en el proyecto en solitario de Walter, Abandoned Pools.

## Humanistc (2001-2004)
Walter, usando nuevos materiales, así como varias canciones que había trabajado previamente en Tely y Metromax, compuesto, grabado y lanzado su álbum en solitario, Humanistc, en el año 2001 en Extasy Records . A pesar de ser la fuerza creativa detrás del proyecto, otros músicos contribuyeron al proyecto, como Angie Hart de Frente!, que cantó los coros de "Start Over," "Ruin Your Life," "Sunny Day," y "Seed". 
Aunque era un proyecto en solitario, reclutó una banda de gira, con Leah Randi y Bryan Head en las filas de bajista y baterista, respectivamente. Tubo varias exitosas giras, pasando por todo el país y como cabeza de cartel con bandas como Garbage , A Perfect Circle y Lenny Kravitz . También apareció en The Late Late Show with Craig Kilborn y dos vídeos, " Mercy Kiss ", y " The Remedy ", fueron puestos en libertad. Monster, otro video, se compone de fotos tomadas mientras estaba de gira, pero no fue puesto en libertad desde hace años, a través de la página web de MTV.
En 2002 realizó el tema musical de la efímera serie animada de Teletoon (también transmitido por MTV) Clone High . Muchas de sus canciones se pueden escuchar de fondo durante el show. Walter también actuó a sí mismo en una breve aparición en el episodio final. Después de que Clone High fue abandonado por MTV, la banda dejó su gira (en gran parte debido a la disolución de su etiqueta, Extasy Records ).

## Armed to the Teeth (2005–2007)
Mientras se mantiene en contacto con su base de fanes y el cuidado de su gato enfermo, Iggy, Walter comenzó a trabajar en el material en los próximos años, se prepara para lanzar otro álbum. Después de buscr un sello discográfico, fue contratado por universal, y escribió varias canciones nuevas para su próximo álbum, citando a su vida personal, así como de la política, como sus principales fuentes de inspiración. 
Trabajo en equipo con Bryan Head, una vez más, y también introdujo al guitarrista Sean Woolstenhulme, Walter comenzó a trabajar en 2004 para grabar su próximo álbum. En junio de 2005 lanzaron un EP, que consta de un par de canciones del nuevo álbum junto con caras B y demos, llamado The Reverb EP. Esto fue seguido por el álbum completo, Armed to the teeth , en septiembre de 2005.
En enero de 2006, Walter escribió en su diario en línea que Universal Records habían dejado de promover el álbum. Posteriormente abandonó la etiqueta, también señalando que Abandoned Pools es una vez más un proyecto de un solo hombre. Él ha creado ya dos proyectos secundarios, Glacier Hiking , una banda de rock alternativo, y Oliver the penguin, un proyecto de electrónica.

## Sublime Currency (2011–2012)
El 3 de mayo de 2011, Abandoned Pools lanzaron la canción "In Silence", disponible en todas las tiendas digitales, como el primer sencillo del próximo álbum Sublime Currency. El 7 de junio de 2011, el segundo single, "Marigolds" fue lanzado en todas las tiendas digitales.
El 30 de enero de 2012, Abandoned Pools revelaron que habían firmado en un nuevo sello discográfico, Tooth & Nail Records , y que Sublime Currency sería liberado bajo esta etiqueta. También mencionaron que la fecha de lanzamiento del tercer álbum se dará a conocer "pronto".
Se dio a conocer el 17 de mayo de 2012, que moa Sublime currency tendría 11 pistas.  El 10 de julio de 2012, se reveló que el Sublime moneda sería puesto en libertad el 28 de agosto de 2012.
El 26 de julio de 2012, el tema que da título al disco se estrenó en la web oficial de Alternative Pressb. El 14 de agosto de 2012, la pista fue lanzada oficialmente como tercer single del álbum. Al día siguiente, la pista "Unrehearsed" se puso para descargar gratis en la página web de RCRD LBL. El 22 de agosto de 2012, la pista "Behemoth" se estrenó en la página web de CMJ.
Sublime currency fue puesto en libertad el 28 de agosto de 2012, y un video musical para el sencillo "Sublime currency", fue lanzado el 7 de septiembre.

## Somnambulist (2013-presente)
El 6 de junio de 2013, desde la cuenta de Twitter de Abandoned Pools se anunció que el próximo LP de la banda, se llamaría Somnambulist , y que saldrá a la venta el 2 de julio de 2013. Poco después, se anunció que el álbum será retrasada por una semana, y se lugar se estrenará el 9 de julio de 2013.
El 26 de noviembre de 2013, Abandoned Pools lanzaron un cover de la canción de Navidad " The First Noel " a través del álbum Hype Music Presents Holidays, Vol 1.

## Discografía
Eels
Beatiful Freak
```
 # Fecha de lanzamiento: 13 de agosto de 1996 
 # Discográfica: DreamWorks Records 
 # Singles: " Novocaine for the Soul ", " Susan's House ", "Rags to Rags", " Your Lucky Day in Hell ", "Beautiful Freak" 
```

Abandoned Pools
Albumes
Humanistic
```
   # Fecha de lanzamiento: 25 de septiembre de 2001 ( EE.UU. ) 
   # Discográfica: Extasy Records / Warner Bros. Records 
   # Singles: "The Remedy", " Mercy Kiss " 
```

Armed to the teeth
```
   # Fecha de lanzamiento: 27 de septiembre de 2005 ( EE.UU. ) 
   # Sello: Universal Records 
   # Singles: "Armed to the Teeth"
```

Sublime currency
```
   # Lanzamiento: 28 de agosto de 2012 ( EE.UU. ) 
   # Discográfica: Tooth & Nail Records 
   # Singles: "In Silence", "Marigolds", "Sublime Currency"
```

Somnambulist
```
   # Fecha de lanzamiento: 9 de julio de 2013 ( EE.UU. )
   # Label: Hype music
   # Singles: "Red Flag"
```

EPs (Abandoned Pools)
The Reverb EP
```
   # Fecha de lanzamiento: 7 de junio de 2005 ( EE.UU. ) 
   # Sello: Universal Records 
```

Glacier Hiking
```
   # Fecha de lanzamiento: 8 de enero de 2009.( EE.UU. )
   # Sello: CreateSpace 
```

Oliver the Penguin
Button Pusher
```
    # Fecha de lanzamiento: 5 de agosto de 2009. ( EE.UU. )
    # Discográfica: I Miss You Registros 
```

## Videos musicales
```
      Año      Canción                 Director
 #    2001 	"Mercy Kiss" 	        Frank Sacramento
 #    2002 	"The Remedy" 	        Los hermanos Strause
 #    2005 	"Armed to the teeth" 	Deana Concilio-Lenz
[
15
]

 #    2012 	"Sublime currency" 	Frank Sacramento
```